# August Haarmann
August Haarmann (* 4. August 1840 in Blankenstein (Ruhr); † 7. August 1913 in Osnabrück) war ein deutscher Eisenhütten-Ingenieur und Industrie-Manager.

## Leben

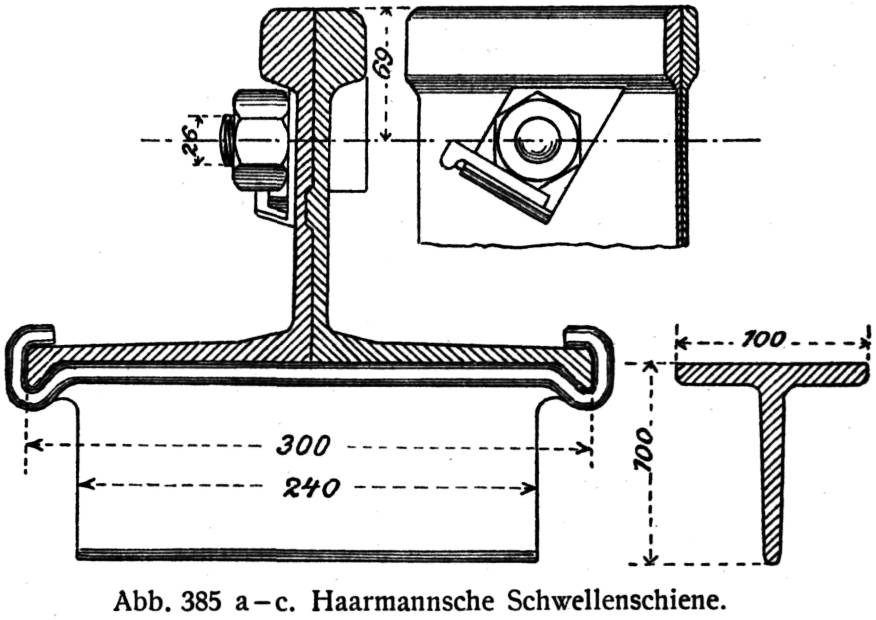
Haarmannsche Schwellenschiene, Querschnittszeichnung

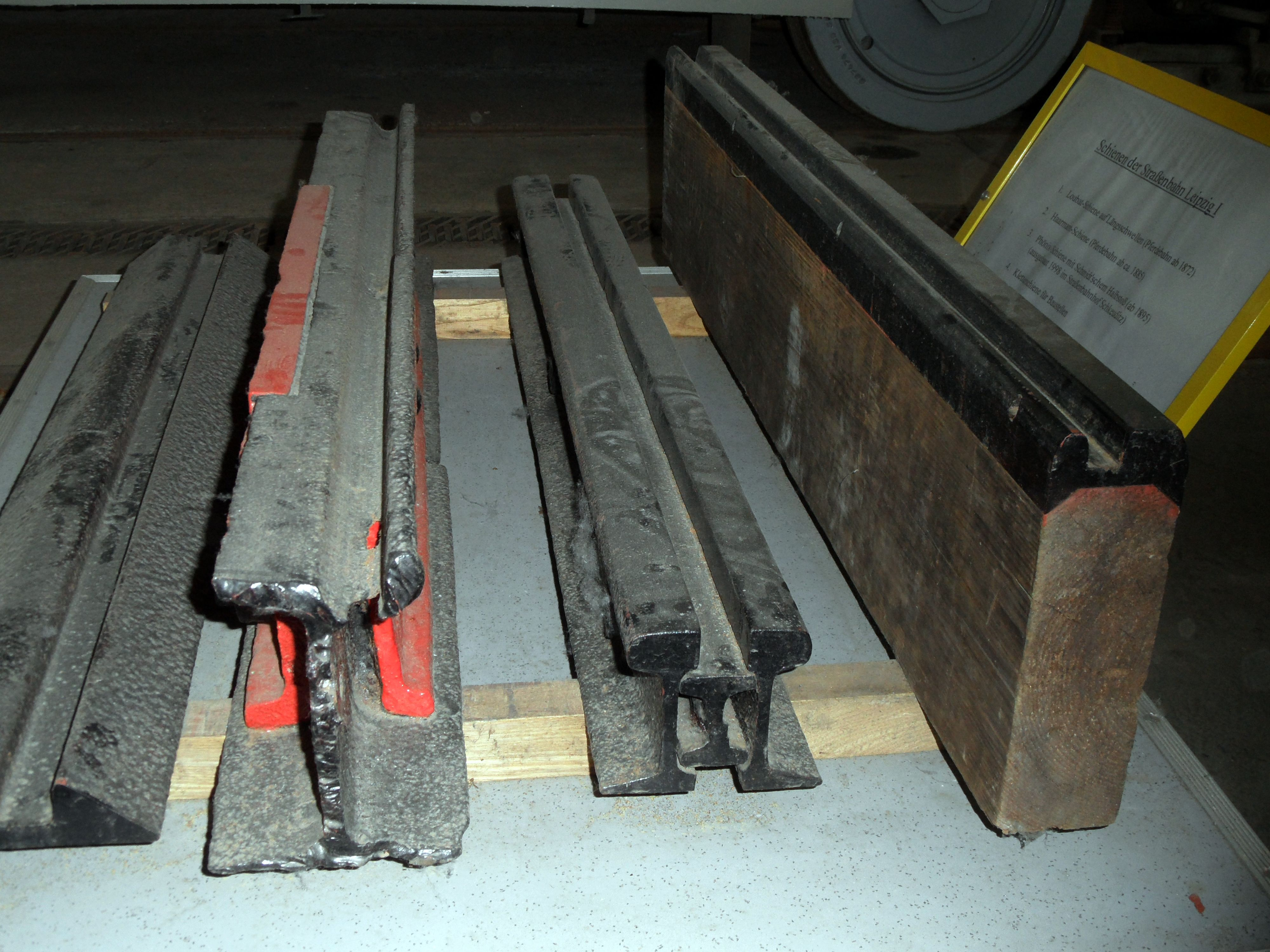
Das zweite Profil von rechts ist ein von Haarmann aus drei Einzelprofilen zusammengesetztes Rillenschienenprofil, das bei der Straßenbahn Leipzig verwendet wurde

August Haarmann war der Sohn des Bäckers und Gemischtwarenhändlers Johann Heinrich Haarmann gen. Kruse (1812–1875) und der Wilhelmine Anna Haarmann gen. Kruse geb. Thomas (1809–1878). Nach dem Besuch der Gewerbeschule in Bochum arbeitete er zunächst mehrere Jahre im Bergbau, um anschließend von den Ersparnissen ein Studium am Königlichen Gewerbeinstitut in Berlin finanzieren zu können.
Seine erste Anstellung bekam er bei einem Hütten- und Schienenwalzwerk in Steele. Er beschäftigte sich dort bereits mit der Verbesserung des Schienenwalzverfahrens. Aufgrund seiner Leistungen wurde er 1870 Direktor der Henrichshütte in Hattingen. Er wechselte 1872 als Direktor zu den Osnabrücker Eisen- und Stahlwerken. Diese kamen zum Georgs-Marien-Bergwerks- und Hüttenverein (GMBHV), wo er zum Generaldirektor aufstieg. 1911 legte er dieses Amt nieder. Sein Sohn Allan Haarmann (1872–1953) machte ebenfalls im Management der GMBHV Karriere.
Auch über das Unternehmen hinaus war August Haarmann fachlich engagiert, z. B. als Gründungs- und Vorstandsmitglied im Verein Deutscher Eisenhüttenleute. Ab 1889 war er Präsident der Handelskammer zu Osnabrück. Er war außerdem als Senator der Stadt Osnabrück und Mitglied des Bürgervorsteherkollegs kommunalpolitisch aktiv. Ein von ihm gestifteter Brunnen in Osnabrück, ein Denkmal für Bergleute, ist nach ihm benannt.
Haarmann beschäftigte sich vor allem mit der Verbesserung des Eisenbahn-Oberbaus. So gehen verschiedene Formen von Schienen (z. B. die Haarmann’sche Schwellenschiene sowie die aus zwei bis drei Einzelprofilen zusammengesetzten Haarmann’schen Zwillings- und Drillingsschienen), Stahlschwellen und unterschiedliche Oberbauformen auf ihn zurück.
Die von ihm angelegte Studiensammlung zur Geschichte des Eisenbahn-Oberbaus stiftete er dem Verkehrs- und Baumuseum in Berlin, wo sie seit dem 1. Dezember 1911 als Gleismuseum präsentiert wurde.
Haarmann wurde im Familiengrab auf dem Hasefriedhof in Osnabrück beigesetzt.

## Auszeichnungen
- Geheimer Kommerzienrat (1903)
- Ehrendoktorwürde der Technischen Hochschule Charlottenburg (als Dr.-Ing. E. h.)
- Carl-Lueg-Denkmünze (1907) deutsche-biographie.de

## Schriften (Auswahl)
- Ueber den Werth der verschiedenen Eisenbahn-Oberbau-Konstruktionen. Vortrag, gehalten im Verein für Eisenbahnkunde zu Berlin am 11. Januar 1881. Kerskes & Hohmann, Berlin 1881 (eingeschränkte Vorschau in der Google-Buchsuche [abgerufen am 22. Mai 2024]).
- Die Kleinbahnen. Ihre geschichtliche Entwicklung, technische Ausgestaltung und wirthschaftliche Bedeutung. Siemenroth & Troschel, Berlin 1896 (eingeschränkte Vorschau in der Google-Buchsuche [abgerufen am 22. Mai 2024]).
- Ueber Eisenbahn Gleise im Pflaster. In: Organ für die Fortschritte des Eisenbahnwesens in technischer Beziehung. Band 34. C. W. Kreidel's Verlag, Wiesbaden 1897, S. 37–40 (eingeschränkte Vorschau in der Google-Buchsuche [abgerufen am 22. Mai 2024]).

August Haarmann war an einem mehrbändigen Standardwerk zum Gleisbau beteiligt:
- Das Eisenbahn-Geleise. Geschichtlicher Teil. Engelmann, Leipzig 1891 Digitalisat Digitalisat
- Das Eisenbahn-Gleis. Kritischer Teil. Engelmann, Leipzig 1902.